# تشوي جين سيل
تشوي جين سيل ( 24 ديسمبر 1968 - 2 أكتوبر 2008) ممثلة من كوريا الجنوبية، كانت تعتبر واحدة من أفضل الممثلات في كوريا الجنوبية على الإطلاق وكانت تلقب بممثلة الأمة، لعبت الكثير من الأدوار الرائدة في 18 فيلمًا و 44 دراما تلفزيونية، ظهرت في 140 إعلان وحصلت على جائزة الجراند بيل ثلاثة وثلاثين مرة لأفضل ممثلة، لقد قامت بالانتحار شنقًا في 2 أكتوبر عام 2008 بمنزلها في سيول.

## روابط خارجية
- تشوي جين سيل على موقع IMDb (الإنجليزية)
- تشوي جين سيل على موقع تيرنر كلاسيك موفيز (الإنجليزية)
- تشوي جين سيل على موقع أول موفي (الإنجليزية)
- تشوي جين سيل على موقع قاعدة بيانات الفيلم (الإنجليزية)